# ABC@Home
ABC@Home es un proyecto educacional, sin fines de lucro, de computación distribuida que corre en la plataforma informática Berkeley Open Infrastructure for Network Computing (BOINC) buscando triples-abc relacionado con la conjetura abc de la teoría numérica.
A partir de marzo de 2011, ABC@Home tiene más de 7300 participantes activos de 114 países con un total de más de 2,9 mil millones de créditos BOINC, con un poder de cómputo de alrededor de 10 TeraFLOPS.
A partir del 4 de abril de 2011, la página Data Collected (Data recopilada) lista los 21,1 millones de triples que han sido encontrados. A partir del 30 de abril de 2014, han sido encontrado 23,8 millones de triples.
Los requerimientos mínimos del sistema para poder contribuir al proyecto (a partir del 4 de abril de 2011) son los siguientes:
- Mínimo 256MB de RAM libre
- 2MB de espacio libre en el disco duro
- Windows, Linux, Mac (CPU de 64 bits recomendando)